# Orthobula calceata
Espèce
Orthobula calceata est une espèce d'araignées aranéomorphes de la famille des Trachelidae.

## Distribution
Cette espèce se rencontre en Sierra Leone, en Côte d'Ivoire, au Ghana, au Nigeria, au Cameroun en Guinée équatoriale et au Congo-Kinshasa.

## Description
La femelle holotype mesure 2,5 mm.
Le mâle décrit par Haddad, Jin et Platnick en 2022 mesure 1,70 mm et la femelle 2,08 mm.

## Systématique et taxinomie
Cette espèce a été décrite par Simon en 1897.

## Publication originale
- Simon, 1897 : Études arachnologiques. 27e Mémoire. XLII. Descriptions d'espèces nouvelles de l'ordre des Araneae. Annales de la Société entomologique de France, vol. 65, p. 465-510 (texte intégral).